# Некропола стећака у Барама Жугића
Некропола стећака у Барама Жугића се налази шест километара југоисточно од Жабљака, са северне стране пута између Новаковића и Жугића Бара. Најбројнија је некропола стећака на овим просторима са чак 276 камених спавача. 

## Историјат
Некропола је настала у XIV и у првој половини XV века. Претпоставља се да су овде сахрањивани припадници дробњачке властеле из Новаковића и остатка Језерске висоравни, која је у то време била веома насељена.

## Положај
Некропола се налази на 1.418 метара надморске висине и веома је запуштена. Готово сви стећци су нагнути или преваљени на јужну страну под утицајем временских прилика и утонућа у тло.
Оријентација стећака је исток-запад. Њих 206 је аморфног облика, 10 плоча, 46 сандука, 4 сандука са постољем и 10 сљеменака. Украшена су 23 примерка. Мотиви су најчешће бродуре са косим паралелама, аркаде, стилизивани крстови, кругови, розете, јабуке, лукови и стреле, мачеви, лозе са тролистима, јелени, лов, убијене животиње.
Непуна три километра према  Новаковићима налази се још једна некропола која носи назив Грчко гробље.  

## Упис налисту светске баштинеУНЕСКО-а
Дана 15. јула 2016. године успешно је завршен међудржавни пројекат Босне и Херцеговине, Србије, Хрватске и Црне Горе уписом стећака на листу светске културне баштине Унеско на 41. седници ове организације.